# Megachile dohrandti
Megachile dohrandti är en biart som beskrevs av Morawitz 1880. Megachile dohrandti ingår i släktet tapetserarbin, och familjen buksamlarbin. Inga underarter finns listade i Catalogue of Life.